# Schulgebäude Cuxhavener Straße 16

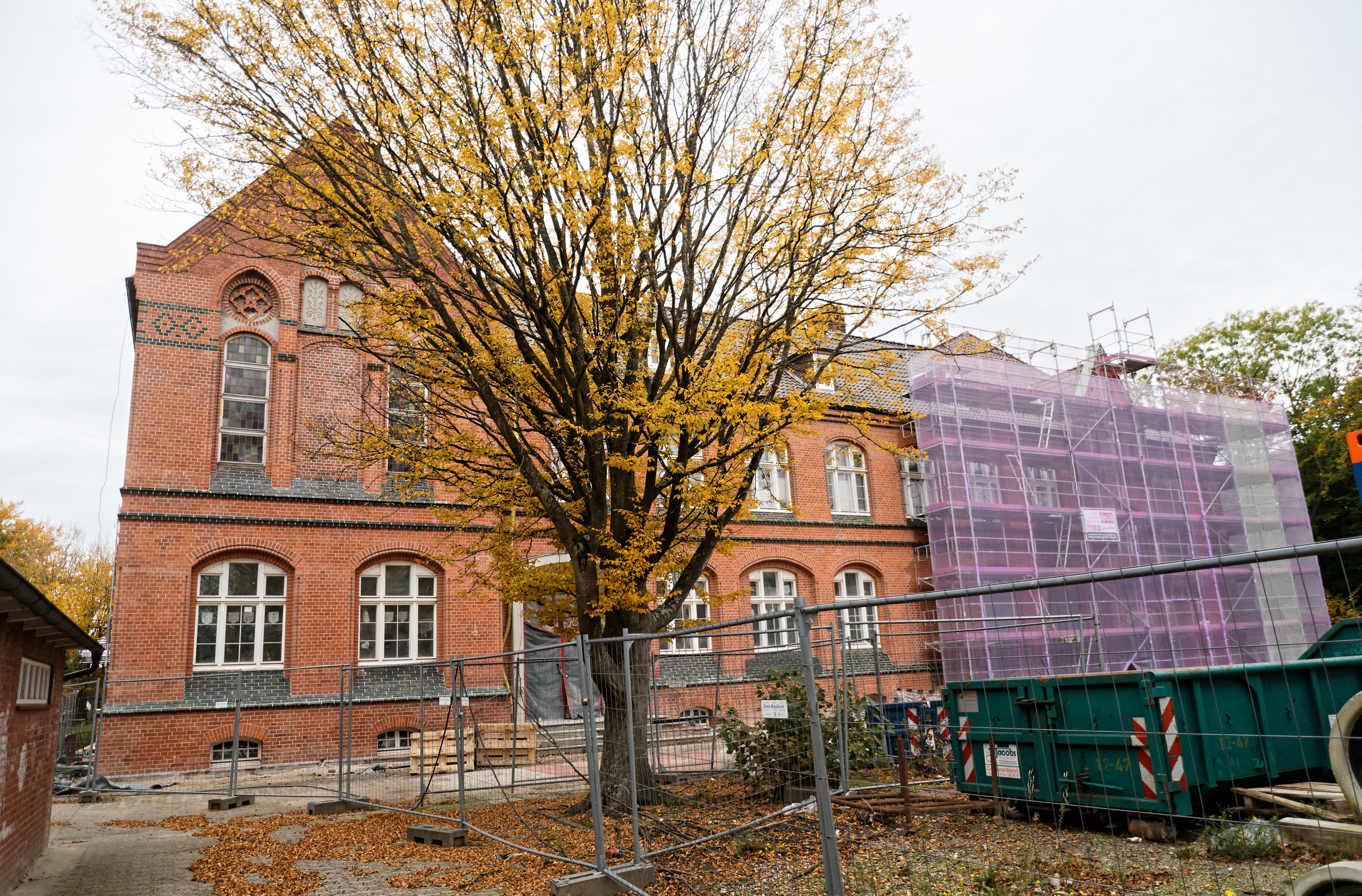
Das Schulgebäude Cuxhavener Straße 16 2024 wird renoviert

Das Schulgebäude Cuxhavener Straße 16 in der niedersächsischen Samtgemeinde Land Hadeln, Gemeinde Otterndorf im Landkreis Cuxhaven, stammt aus der zweiten Hälfte des 19. Jahrhunderts. Aktuell (2024) wird es als Grundschule genutzt.
Das Gebäude steht unter Denkmalschutz (siehe auch Liste der Baudenkmale in Otterndorf).

## Geschichte und Beschreibung
Otterndorf war der Hauptort des Landes Hadeln. 1400 erhielt es von Herzog Erich von Sachsen-Lauenburg das Stadtrecht. Am Ende des 19. Jahrhunderts fand eine Süderweiterung des Zentrums mit bedeutsamen Gebäuden statt. Mit zentraler Position an der Cuxhavener Straße steht das Schulgebäude, das gestalterisch dem gegenüberliegenden Postgebäude von 1891 ähnelt.
Das zweigeschossige traufständige historisierende Gebäude in Backstein, mit ziegelgedecktem Satteldach und mit zwei unterschiedlich breiten seitlichen Eckrisaliten wurde 1892 als Königliche Realschule gebaut. Die Fassade wurde gestaltet durch farbig glasierte Bereiche, segmentbogige Öffnungen sowie auch Spitzbogenfenstern und -blenden in den Risaliten. Jüngere Erweiterungsbauten entstanden nach Norden, Osten und Süden. Aus der Realschule wurde nach 1945 eine Grundschule.
Die denkmalgeschützte Turnhalle auf dem Areal mit flachem Walmdach, großen segmentbogenförmigen Fenstern nach Osten und sparsamem Backsteinschmuck stammt auch von 1892.
Das Landesdenkmalamt befand u. a.: „… Erhaltung des Schulgebäudes als Teil der westlichen Stadterweiterung von Otterndorf um 1900 liegt wegen der geschichtlichen und städtebaulichen Bedeutung im öffentlichen Interesse.“
Das denkmalgeschützte Ensemble um Cuxhavener Straße und Bahnhofsstraße umfasst die Gebäude Post, Schule, Turnhalle, Wohnhäuser, Villa und eine Bank.
Die Grundschule Otterndorf ist aktuell (2024) eine dreizügige offene Ganztagsschule mit ca. 250 Kindern. Die Realschule ist als Johann-Heinrich-Voß-Schule seit 2011 in einem Neubau in der Schulstraße 2 untergebracht.